# Christ Illusion
Christ Illusion ist das neunte Studioalbum der Thrash-Metal-Band Slayer und das erste in der ursprünglichen Besetzung Slayers seit 1990. Es erschien am 4. August 2006 bei American Recordings und wurde von Josh Abraham produziert. 

## Entstehung
Es wurde auch ein elfter Song namens „Final Six“ geschrieben. Dieser schaffte es allerdings nicht auf das Album, weil es der Band nicht mehr gelang, den Song ganz einzuspielen. Deshalb erschien er auf einer späteren „Enhanced Edition“. 

## Cover

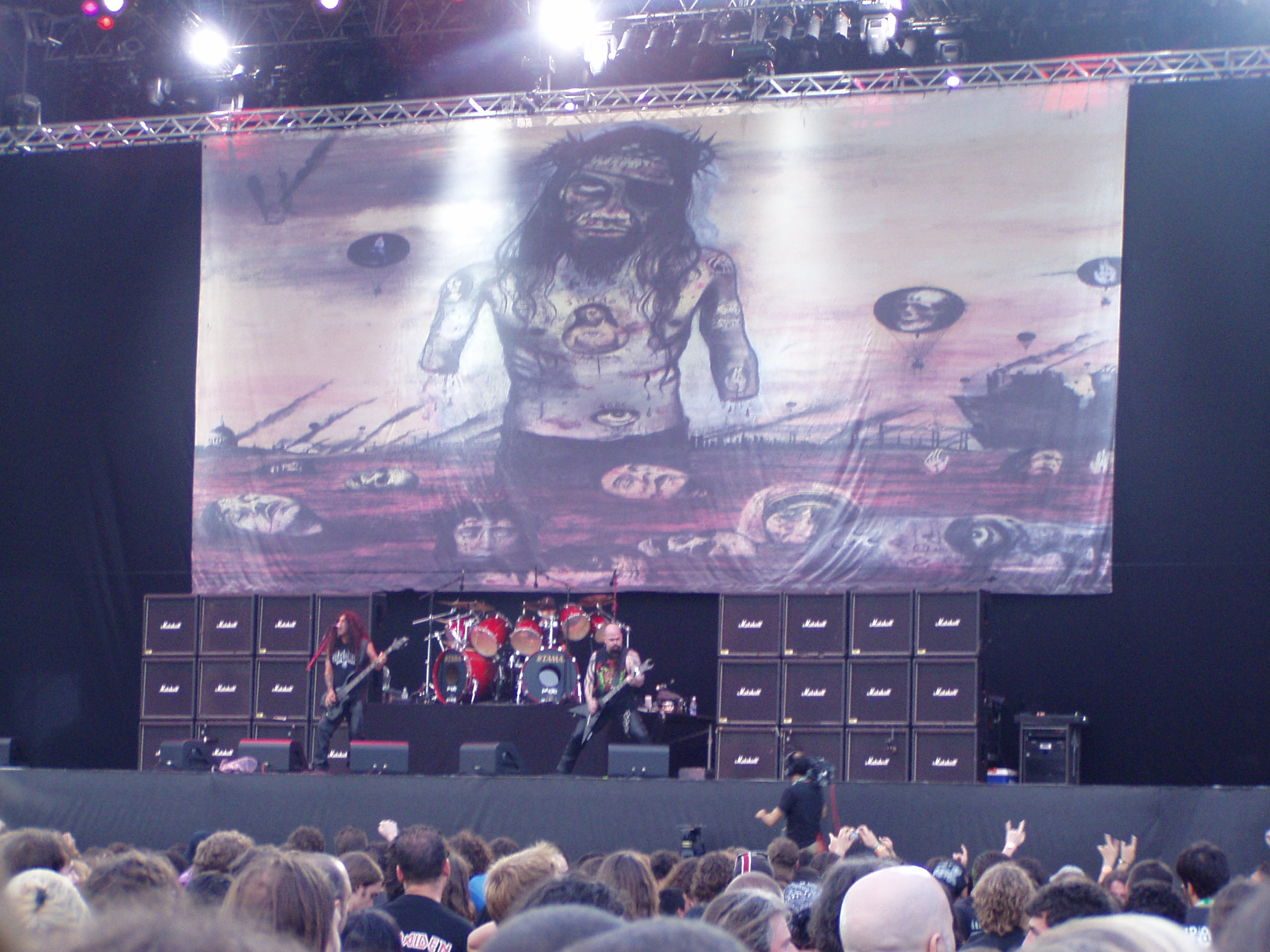
Das Cover im Hintergrund bei einem Konzert

Das Cover wurde von Larry Carrol entworfen, der auch schon die von Reign in Blood, South of Heaven und Seasons in the Abyss gestaltet hatte. Er entwarf auch eine zensierte Variante, da das ursprüngliche Bild von manchen Verkäufern als „zu anstößig“ empfunden wurde.

## Stil & Inhalt
Die Texte kritisieren religiösen Extremismus. Das Lied Jihad, das die Terroranschläge am 11. September 2001 aus der Sicht der Terroristen beschreibt, kann auch als Kritik an den Reaktionen der damaligen Regierung verstanden werden.
Musikalisch stellt Christ Illusion eine Rückkehr zum Stil der früheren Alben (insbesondere Reign in Blood, South of Heaven und Seasons in the Abyss) dar. Der Rezensent Chad Bowar hebt das Schlagzeugspiel hervor und findet, dass Dave Lombardo dem Song eine „Adrenalinexplosion“ verpasse. Auch die Gitarrenriffs sind „markant und erschütternd“.

## Rezeption
Die Website stylusmagazine.com lobt den Fortschritt aus der Stagnation der vorherigen Alben, auch wenn „progressiv ein zu starkes Wort wäre, entwickelt sich Slayer zumindest immer noch.“ Auch Allmusic lobt das Album, es sei „rasender [...] Heavy Metal verschmolzen mit Hardcore Thrash“ und „essentiell für jeden am Genre interessierten“. Für den Song Eyes Of The Insane erhielt Slayer 2007 den Grammy-Award für die beste Metal-Darbietung. Das Album erreichte hohe Chartplatzierungen in mehreren Ländern. Das deutsche Magazin Visions führte im Frühjahr 2017 das Album in ihrer Liste der 66+6 besten Metal-Alben des dritten Jahrtausends.

## Titelliste
1. Flesh Storm – 4:14
2. Catalyst – 3:07
3. Skeleton Christ – 4:22
4. Eyes of the Insane – 3:23
5. Jihad – 3:31
6. Consfearacy – 3:07
7. Catatonic – 4:54
8. Black Serenade – 3:16
9. Cult – 4:40
10. Supremist – 3:51

### „Enhanced Version“
Am 27. Juli 2007 erschien eine neue Version des Albums, die zusätzlich den Song Final Six beinhaltet. Darüber hinaus liegt ihr eine DVD bei, auf der sowohl das Musikvideo zu Eyes of the Insane als auch Ausschnitte aus der Unholy Alliance Tour 2007 zu sehen sind. Auf dem aufwendig gestalteten Cover des Digipacks ist ein Wackelbild zu sehen das eine aufgehende Hand mit einem Loch im Handteller vor dem Slayer-Schriftzug zeigt.